# Analord
Analord — серия из одиннадцати 12-дюймовых виниловых пластинок британского электронного музыканта Ричарда Дэвида Джеймса, выпущенных под псевдонимом AFX. Серия ознаменовало возвращение Ричарда к аналоговому оборудованию
24 декабря 2009 года сайт лейбла Rephlex Records начал публиковать неизданные треки для серии Analord в цифровых форматах MP3 и WAV . Всего в серию было добавлено 21 бонусный трек, что в общей сложности составило 62 трека общей продолжительностью 4 часа 48 минут

## История
Первый альбом из серии Analord вышел 15 декабря 2004 года. Пластинка была упакована в переплет из искусственной кожи с обложками для размещения остальной части серии. Позднее она была переиздана иллюстрированной грампластинкой.Оба тиража первой части серии Analord продавались под основным псевдонимом Джеймса Aphex Twin, хотя другие записи Analord были выпущены под псевдонимом AFX
Сокращенная версия серии в формате альбома Chosen Lords была выпущена в 2006 году

## Используемое оборудование
В записи серии Analord принимала драм-машины Roland TR-606,TR-808 и TR-909, секвенсор Roland MC-4, и синтезаторы Roland SH-101 и Roland TB-303

## Оформление
Треки на Analord 8 , Analord 9 и Analord 11 названы в честь компьютерных вирусов и другого вредоносного программного обеспечения, предположительно предназначенного для предотвращения или препятствования обмену файлами
На изображениях по обеим сторонам Analord 11 изображен Мемориал Майкла Фарадея в районе Элефант-энд-Касл в Лондоне, находящимся рядом с заброшенным банком, принадлежащим Ричарду
На обеих сторонах Analord 1 изображен Roland MC-4 Microcomposer, на котором был записан первый альбом
На стороне B Analord 4 в качестве обложки использовано изображение глаза палтуса, перекликающееся с треком Halibut Acid

## Analord 1

### Критический приём
Сайт Pitchfork оценил альбом на 5,6 из 10 баллов, добавив: «Это серьёзное ретро-звучание, направляющее ровно одно ответвление раннего „классического“ IDM. Если бы неизвестный выпустил треки на Analord 1 в 1995 году, его бы обвинили в прямом копировании кислотного стиля AFX. Но Джеймс был пионером этого звука, так что, полагаю, он имеет право вернуться к нему, если захочет»
Сайт Album of the Year оценил альбом на 56 баллов из 100 возможных

### Трек лист[7]
| №                   | Название                   | Длительность |
| ------------------- | -------------------------- | ------------ |
| 1.                  | «Steppingfilter 101»       | 4:45         |
| 2.                  | «Canticle Drawl»           | 1:45         |
| 3.                  | «MC-4 Acid»                | 3:47         |
| 4.                  | «Bubble 'n' Squeek 2»      | 1:31         |
| 5.                  | «Where's Your Girlfriend?» | 5:06         |
| 6.                  | «Grumpy Acid»              | 3:21         |
| 7.                  | «Analord 158b»             | 1:40         |
| Общая длительность: | Общая длительность:        | 17:45        |

### Бонус треки переиздания
| №                   | Название                                    | Длительность |
| ------------------- | ------------------------------------------- | ------------ |
| 8.                  | «Canticle Drawl (Alternate Version)»        | 0:36         |
| 9.                  | «Where's Your Girlfriend (Another Version)» | 3:36         |
| Общая длительность: | Общая длительность:                         | 21:57        |

## Analord 2

### Критический приём
Сайт Pitchfork оценил альбом на 6 из 10 баллов, дополнив: «Analord 2 немного лучше, сохраняя тот же вкус, при этом смягчая усталые кислотные текстуры и добавляя больше мелодичности. Мелодичный „Phonatacid“ не совсем захватывающий, но ему удается претерпеть некоторые интересные трансформации на протяжении своей почти 10-минутной длины. „Laricheard“ отсылает к знаменитому пионеру чикагского хауса Ларри Херду в своем названии, но это самый дрейфующий и созерцательный трек здесь. Все это звучит достаточно хорошо, но никто, познакомившийся с Джеймсом по этим трекам, не будет вынужден исследовать дальше»
Сайт Rate Your Music оценил альбом на 3.52 из 5 баллов

### Трек лист
| №                   | Название            | Длительность |
| ------------------- | ------------------- | ------------ |
| 1.                  | «Phonatacid»        | 9:47         |
| 2.                  | «Laricheard»        | 2:15         |
| 3.                  | «Pissed Up in SE1»  | 5:14         |
| 4.                  | «Bwoon Dub»         | 5:56         |
| Общая длительность: | Общая длительность: | 19:39        |

### Бонус треки переиздания
| №                   | Название            | Длительность |
| ------------------- | ------------------- | ------------ |
| 1.                  | «Carnival Acid»     | 3:32         |
| Общая длительность: | Общая длительность: | 23:11        |

## Analord 3

### Критический приём
Сайт Pitchfork оценил альбом на 7,5 из 10 баллов, дополнив: «Analord 3 особенно силен, начиная с „Boxing Day“, который помещает жуткую мелодию Moog Джона Карпентера/Гершона Кингсли поверх пронзительного электро-бита. Различные элементы находятся в постоянном движении друг в друге и вокруг друг друга, а „Boxing Day“ занят и энергичен, даже если он никогда никуда не идет. „Midievil Rave 1“ — это сплошное тяжелое уродство с диссонансными и нестройными последовательностями и некоторыми дергаными стоп-/старт-действиями, которые позволяют мне представить Джеймса, управляющего фейдером из-за океана. А „Klopjob“ с простым, но фанковым программированием ударных и прекрасной пасторальной мелодией, возможно, является лучшим синглом в серии на данный момент»

### Трек лист
| №                   | Название            | Длительность |
| ------------------- | ------------------- | ------------ |
| 1.                  | «Boxing Day»        | 6:36         |
| 2.                  | «Midievil Rave 1»   | 2:44         |
| 3.                  | «Klopjob»           | 5:24         |
| 4.                  | «Midievil Rave 2»   | 4:00         |
| Общая длительность: | Общая длительность: | 14:23        |

### Бонус треки переиздания
| №                   | Название            | Длительность |
| ------------------- | ------------------- | ------------ |
| 5.                  | «Stabbij»           | 4:21         |
| Общая длительность: | Общая длительность: | 18:44        |

## Analord 4

### Критический приём
Сайт Pitchfork оценил альбом на 7 из 10 баллов, дополнив: «Analord 4 сравнительно скуден и почти так же хорош. У бодрого „Crying in Your Face“ есть то, что может быть сильно вокодированным вокалом (или Джеймс мог бы просто заставить машины говорить) и сильное поп-чувство, в то время как тихий, угрожающий „Home Made Polysynth“ получает тот же пробег от битов между нотами в манере „Midievil Rave 1“ Analord 3. Заключительный „Breath March“ — обманчиво отличная мелодия. С одной стороны, он тихий, в среднем диапазоне почти ничего не происходит, но мощь басового хука глубиной в сажень можно легко пропустить без надлежащего оборудования для воспроизведения»

### Трек лист
| №                   | Название              | Длительность |
| ------------------- | --------------------- | ------------ |
| 1.                  | «Crying in Your Face» | 4:23         |
| 2.                  | «Home Made Polysynth» | 4:07         |
| 3.                  | «Halibut Acid»        | 6:07         |
| 4.                  | «Breath March»        | 3:46         |
| Общая длительность: | Общая длительность:   | 18:25        |

### Бонус треки переиздания
| №                   | Название                      | Длительность |
| ------------------- | ----------------------------- | ------------ |
| 5.                  | «Flutternozzle»               | 6:28         |
| 6.                  | «In the Maze Park»            | 1:31         |
| 7.                  | «Halibut Acid (Original Mix)» | 4:35         |
| Общая длительность: | Общая длительность:           | 30:59        |

## Analord 5

### Критический приём
Сайт Pitchfork оценил альбом на 5,8 из 10 баллов, дополнив: «В пятом томе из двух треков не так много рекомендаций. У бодрого „Reunion 2“ есть злобно хлюпающая кислотная линия, которая создает свои собственные легкие следы, а жесткий „Cilonen“ — это по цифрам детройтское электро, звучащее немного как Drexciya без таинственности. В середине консервативность подхода Джеймса — самая заметная вещь в серии Analord. Он талантливый композитор, который преуспевает в этом стиле, но любой, кто внимательно следил за его музыкой, не может не ожидать большего»

### Трек лист
| №                   | Название            | Длительность |
| ------------------- | ------------------- | ------------ |
| 1.                  | «Reunion 2»         | 5:10         |
| 2.                  | «Cilonen»           | 5:34         |
| Общая длительность: | Общая длительность: | 10:44        |

### Бонус треки переиздания
| №                   | Название                          | Длительность |
| ------------------- | --------------------------------- | ------------ |
| 3.                  | «Gong Acid»                       | 3:05         |
| 4.                  | «Reunion 2 (Alternative Version)» | 6:23         |
| Общая длительность: | Общая длительность:               | 20:12        |

## Analord 6

### Критический приём
Сайт Pitchfork оценил альбом на 6,3 из 10 баллов, дополнив: «Большая часть Analord 6 будет знакома любому, кто слышал его предшественников. Batine Acid сплетает заученные кислотные линии с прерывистой жуткостью, Snivel Chew добавляет пилообразные синтезаторы и быстрые хлопки руками, а 2 Analogue Talks по крайней мере смешивает вещи с визгливыми, высокими гаммами, уступая место монотонному, похожему на часы донгу того, что звучит как семпл духового инструмента. Выдающийся I’m Self Employed предполагает, что что бы Джеймс ни задумал, он не просто делает это автоматически — по крайней мере, не всегда. Хрупкие, одинокие мелодии и контрмелодии, напоминающие его эмбиентные работы, складываются в ржавоглазый припев и на самом деле уносят его куда-то»

### Трек лист
| №                   | Название            | Длительность |
| ------------------- | ------------------- | ------------ |
| 1.                  | «Batine Acid»       | 5:26         |
| 2.                  | «Snivel Chew»       | 4:02         |
| 3.                  | «I'm Self Employed» | 4:26         |
| 4.                  | «2 Analogue Talks»  | 1:45         |
| 5.                  | «Analoggins»        | 7:17         |
| Общая длительность: | Общая длительность: | 22:58        |

### Бонус треки переиздания
| №                   | Название            | Длительность |
| ------------------- | ------------------- | ------------ |
| 6.                  | «Bodmin 1»          | 4:36         |
| 7.                  | «Bodmin 2»          | 4:17         |
| 8.                  | «Bodmin 3»          | 5:26         |
| Общая длительность: | Общая длительность: | 37:27        |

## Analord 7

### Критический приём
Сайт Pitchfork оценил альбом на 6,2 из 10 баллов, дополнив: «Analord 7 начинается с (обманчиво?) прямолинейного эйсид-хауса „Lisbon Acid“, который булькает, стучит, фуззит, хлюпает и в конечном итоге извивается на протяжении всей стороны. Эхо-не в тональности синтезаторов „Pitcard“ начинается и заканчивается на 10 центов, что лучше, чем никель (и стоит больше!). „AFX Acid 04“ вызывает в памяти почти эйсид-ремикс „I Turn My Camera On“ Spoon с его изящными изменениями и воинственным темпом, прежде чем уступить место зловеще диссонирующему скарронкингу.»

### Трек лист
| №                   | Название            | Длительность |
| ------------------- | ------------------- | ------------ |
| 1.                  | «Lisbon Acid»       | 8:29         |
| 2.                  | «Pitcard»           | 6:18         |
| 3.                  | «AFX Acid 04»       | 5:37         |
| Общая длительность: | Общая длительность: | 20:24        |

### Бонус треки переиздания
| №                   | Название            | Длительность |
| ------------------- | ------------------- | ------------ |
| 4.                  | «Wabby Acid»        | 3:33         |
| Общая длительность: | Общая длительность: | 23:57        |

### Бонус треки интернет переиздания[11]
| №                   | Название                                     | Длительность |
| ------------------- | -------------------------------------------- | ------------ |
| 5.                  | «lisbon acid unedited original live version» | 8:32         |
| Общая длительность: | Общая длительность:                          | 32:26        |

## Analord 8

### Критический приём
Сайт Pitchfork оценил альбом на 6,7 из 10 баллов, дополнив: «Треки на Analord 8 названы в честь компьютерных вирусов, вероятно, в попытке отвадить файлообменников. С другой стороны, пьесы могли быть так названы, потому что некоторые из них являются одними из самых заразных в серии на данный момент. Залитый диско-хай-хэтами, „PWSteal.Ldpinch.D“ манит типом решительно нецифровой похоти, басовой линией come-hither и слегка расстроенными хуками, которые Кайли Миноуг могла бы вывести в чарты. Blippy „W32.Deadcode.A“ почти так же хорош, как только появляется мост, как радуга между штормами. „Backdoor.Berbew.Q“ тем временем поднимается и затихает с бурлящим басом и похожими на хор синтезаторными аккордами, а Backdoor.Spyboter.A разворачивается аналогичным образом через пинги и ещё больше хлопков, но ни один из них на самом деле никуда не движется. Вот в чём разочаровывающая суть нынешней коллекции Джеймса, которая состоит из никогда не ужасных, но и редко выдающихся лапшичных блюд»

### Трек лист
| №                   | Название               | Длительность |
| ------------------- | ---------------------- | ------------ |
| 1.                  | «PWSteal.Ldpinch.D»    | 3:44         |
| 2.                  | «Backdoor.Berbew.Q»    | 4:57         |
| 3.                  | «4:57»                 | 6:18         |
| 4.                  | «Backdoor.Spybooter.A» | 5:06         |
| Общая длительность: | Общая длительность:    | 20;04        |

### Бонус треки переиздания
| №                   | Название                                 | Длительность |
| ------------------- | ---------------------------------------- | ------------ |
| 5.                  | «Backdoor.Berbew.Q (Tollwedgechord Mix)» | 4:59         |
| Общая длительность: | Общая длительность:                      | 25:03        |

## Analord 9

### Критический приём
Сайт Pitchfork оценил альбом на 6,8 из 10 баллов
Сайт Rate Your Music оценил альбом 3.13 баллов из 5 возможных

### Трек лист
| №                   | Название             | Длительность |
| ------------------- | -------------------- | ------------ |
| 1.                  | «PWSteal.Bancos.Q»   | 4:50         |
| 2.                  | «Trojan.KILLAV.E»    | 3:03         |
| 3.                  | «W32.Aphex@mm»       | 3:52         |
| 4.                  | «Backdoor.Netshadow» | 4:49         |
| Общая длительность: | Общая длительность:  | 16:34        |

### Бонус треки переиздания
| №                   | Название            | Длительность |
| ------------------- | ------------------- | ------------ |
| 5.                  | «Liptons B Acid»    | 5:47         |
| Общая длительность: | Общая длительность: | 22:21        |

## Analord 10

### Критический приём
Сайт Pitchfork оценил альбом на 6,7 из 10 баллов, дополнив: «Analord 10 остается лучшим из новых EP на данный момент. Нетрудно понять, почему слушатели, которые уже выложили 40 фунтов за эту запись, могли бы заказать более поздние, менее вдохновляющие диски коллекции. Сторона A Fenix Funk 5 попеременно гудит и откидывается, включая искаженные, похожие на вокодер шумы и плавно нисходящие перезвоны вместе с энергичными драм-машинами. Плотные, темные семь с лишним минут звона колоколов стороны B „Xmd5a“, все ещё более мелодичные, чем большинство кислотных, но звучащие труднодоступно, делают его, вероятно, лучшим треком серии. Хорошо, тогда некоторый консенсус»
Сайт Album of the year оценил альбом на 76 баллов из 100 возможных
Сайт Rate Your Music оценил альбом 3.74 баллов из 5 возможных

### Трек лист
| №                   | Название            | Длительность |
| ------------------- | ------------------- | ------------ |
| 1.                  | «Fenix Funk 5»      | 4:58         |
| 2.                  | «Xmd 5a»            | 7:55         |
| Общая длительность: | Общая длительность: | 12:53        |

## Analord 11

### Критический приём
Сайт Pitchfork оценил альбом на 6,7 из 10 баллов, дополнив: «Analord 11 холоднее, печальнее и менее удовлетворительный. Его два трека, как и те, что на восьмом и девятом выходах, названы в честь вирусов и шпионского ПО. Сторона A „W32.Mydoom.Au@mm“ скулит и стонет под ровные хлопки и мягкие тарелки, как электронная мольба о помощи — будь то с музыкальными идеями или личной жизнью, это далеко не ясно. С другой стороны, „Backdoor.Ranky.S“ накладывает поникшие синтезаторы на ровный ритм бум-па, лениво и ненужно хлюпая к верхним регистрам, когда мелодия выдыхается. Analord 9 — состоящий из четырёх треков, а не из девяти подделок, изначально слитых в файлообменные сети — повышает BPM, с скользящими хай-хэтами в изобилии. Бодрый „Backdoor.Netshow“ — изюминка, панорамирование влево и вправо, когда царапающий пилообразный зуб в конечном итоге присоединяется, а затем тонет в эффектах»

### Трек лист
| №                   | Название            | Длительность |
| ------------------- | ------------------- | ------------ |
| 1.                  | «W32.Mydoom.AU@mm»  | 8:47         |
| 2.                  | «VBS.Redlof.B»      | 4:39         |
| 3.                  | «Backdoor.Ranky.S»  | 6:00         |
| Общая длительность: | Общая длительность: | 19:26        |

### Бонус треки интернет переиздания
| №                   | Название                          | Длительность |
| ------------------- | --------------------------------- | ------------ |
| 4.                  | «Not Disturbing Mammoth 1 (Mono)» | 2:05         |
| 5.                  | «Not Disturbing Mammoth 2 (Mono)» | 2:00         |
| 6.                  | «Love 7»                          | 4:45         |
| 7.                  | «3 Notes Con»                     | 4:54         |
| 8.                  | «VBS.Redlof.B (Bass Version)»     | 3:28         |
| Общая длительность: | Общая длительность:               | 36:38        |